# Чудеса серед білого дня
«Чудеса серед білого дня» — радянський ляльковий мультфільм, створений в 1978 році режисером-мультиплікатором Михайлом Каменецьким.

## Сюжет
Маша і Вітя мріють про чарівниць, не бажаючи вчитися. Вони повертаються ввечері додому і розповідають матері, як Вітя забив 105 голів, а Маша «всіх дівчат у дворі перескакала». Мама дорікає дітям, що вони не зробили уроки, і обіцяє розповісти татові після повернення з відрядження, як вони «розбовталися».
Вночі Маша і Вітя розмріялися про «чудеса серед білого дня», і до них навідується старенька-чарівниця й через недовіру Віті вручає дітям чарівну квитанцію. Вона змушує людей забути борг, обов'язки і дисципліну. У разі, якщо квитанція набридне дітям, вони можуть помахати нею.
Вранці мама будить дітей, але вони знаходять слушний привід, щоб позбутися її, і йдуть на вулицю здійснювати «чудеса» з квитанцією. З її допомогою вони утримують маму від роботи, безкоштовно роздобувають пиріжки від продавчині, залишають дитину без няні, утримують міліцію від штрафу порушників.
Далі Вітя виявив бажання поїхати на автобусі на стадіон. У відповідь на прохання водія заплатити за проїзд Вітя «заговорив» його, і він повіз пасажирів в дитячий театр, щоб купити квиток своєму синові. Над збуреннями інших пасажирів водій посміхається, при цьому не дотримуючись правил дорожнього руху: перевищує швидкість і проїжджає на заборонний сигнал світлофора. В дорозі водій та інші пасажири, крім Маші та Віті, наспівують пісню Льва Лещенка «Солов'їний Гай». У паніці Вітя просить Машу підняти квитанцію чарівниці, але автобус врізається в інший світлофор.
Вийшовши з автобуса, діти йдуть у театр, де розігрується вистава за мотивами казки «Червона Шапочка». У будівлю вони проникають через службовий вхід, і пожежний дозволив їм зайти всередину. Поки діти ховалися від артистки під ліжком, пожежний закурив, але не помітив, як влаштував пожежу в театрі, упустивши запалений сірник. Діти ж підслуховують, як розігрується вистава. Після таких пригод Маша піднімає квитанцію, і діти виявляють бажання припинити «чудеса серед білого дня».
У фіналі діти йдуть в школу і дорогою знову зустрічають матір — вона вже йшла на роботу. Потім діти беруться за руки і йдуть, після чого знову з'являється чарівниця і показує квитанцію зі словом «кінець фільму».

## Творці
Автор сценарію: Юрій Сотник;
Режисер і оператор: Михайло Каменецький;
Художниця-постановниця: Е. Ліванова;
Композитор: Ігор Космачов;
Звукооператор: Володимир Кутузов;
Художники-мультиплікатори: Л. Маятникова, Н. Тимофєєва, С. Оліфіренко;
Асистент оператора: Юрій Каменецький;
Монтажерка: Г. Філатова;
Редакторка: Наталія Абрамова;
Ролі озвучували: Марія Виноградова (Вітя), Галина Кордуб (мати Маші і Віті), Лариса Пашкова (Маша), Зінаїда Наришкіна (Парасковія Дмитрівна), Вадим Тонков (Нянька), Борис Владимиров (продавчиня пиріжків), Анатолій Папанов (водій автобуса), Георгій Георгіу, Анатолій Баранцев, Тетяна Пельтцер (Чарівниця), В'ячеслав Невинний (тренер);
Ляльки та декорації: Павло Гусєв, Олег Масаїнов — В. Абакумов, М. Колтунов, Семен Етліс, Марина Чеснокова, Г. Філіппова, Вадим Алісов, С. Знаменська, М. Стрельчук — під керівництвом В. Кіма;
Директор картини: Г. Ковров.

## Перевидання
Мультфільм неодноразово перевидавався на DVD у збірниках мультфільмів:
» Чарівні казки «випуск 2,» Союзмультфільм «(дистриб'ютор:» крупний план«), мультфільми на диску:» серце сміливця «(1951),» чудовий сад «(1962),» Чудеса серед білого дня «(1978),» чарівні ліки «(1982),» Три мішки хитрощів «(1954),» Жаба-мандрівниця " (1965).